# San Gabriel Mountains

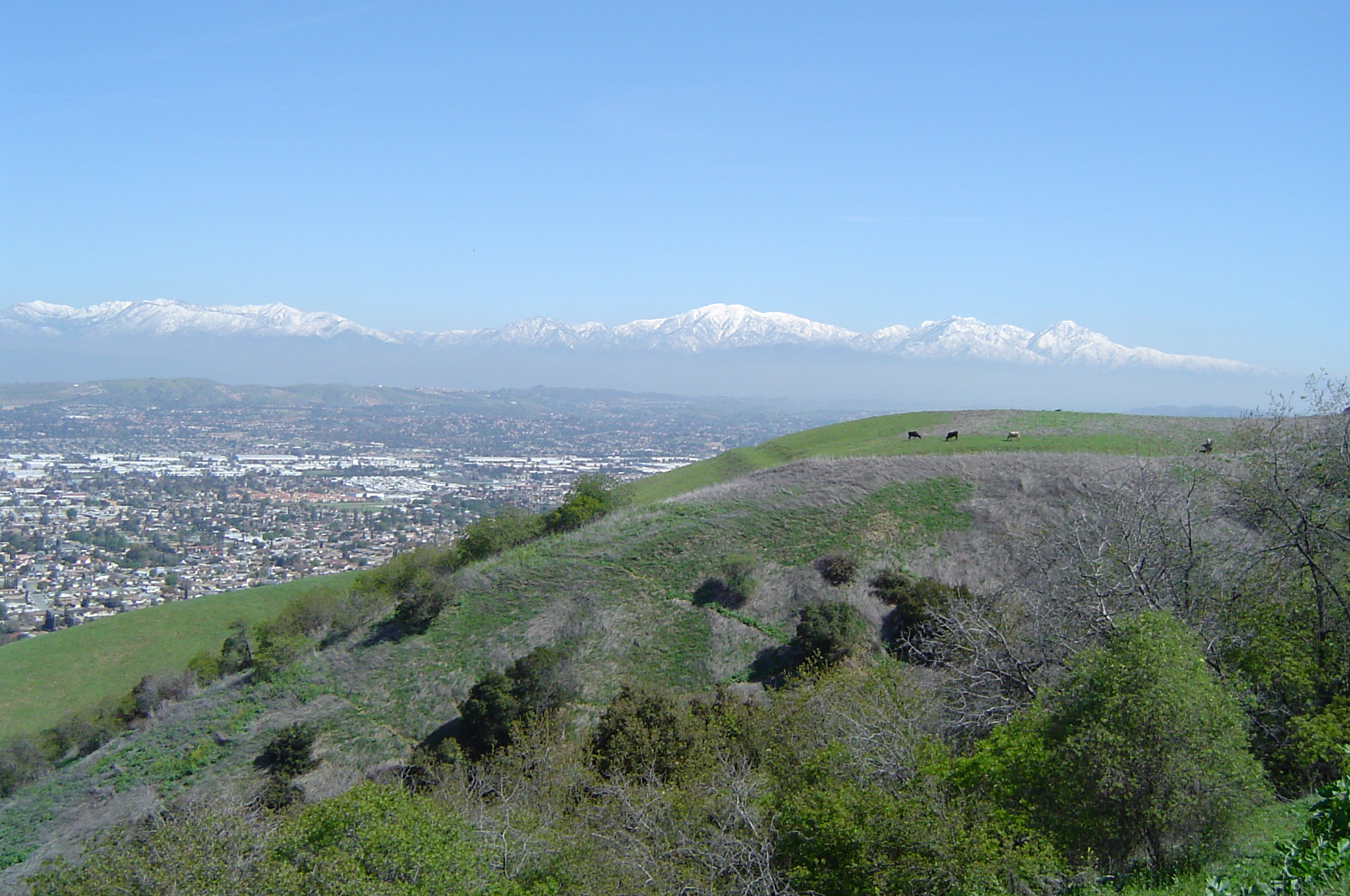
San Gabriel Mountains sedda från söder.

San Gabriel Mountains är en bergskedja i de norra delarna av Los Angeles County och i de västra delarna av San Bernardino County, Kalifornien, USA. Bergskedjan utgör en barriär mellan Los Angeles storstadsområde och Mojaveöknen. San Andreasförkastningen sträcker sig längs San Gabriel Mountains norra gräns. Söder om bergskedjan ligger de tätbefolkande dalgångarna San Fernando Valley och San Gabriel Valley. Newhall Pass skiljer San Gabriel Mountains från Santa Susana Mountains i väster. Cajon Pass i öster skiljer bergskedjan från San Bernardino Mountains. 
Högsta punkt är Mount San Antonio (3068 meter över havet), ofta kallad för "Mount Baldy". Mount Wilson är en annan topp, känd för Mount Wilson-observatoriet vilket kan besökas av allmänheten.

## Bergstoppar
- Mount San Antonio,  "Mount Baldy" 3 068 m
- Pine Mountain 2 940 m
- Dawson Peak 2 918 m
- Mount Baden-Powell 2 865 m
- Mount Burnham 2 742 m
- Throop Peak 2 785 m
- Telegraph Peak 2 739 m
- Cucamonga Peak 2 721 m
- Mount Islip 2 515 m
- Iron Mountain #1 2 440 m
- South Mount Hawkins  2 372 m
- Vetter Mountain 1 800 m

- - Med ett bemannat brandvakttorn
- Mount Wilson 1 740 m
  - Med Mount Wilson-observatoriet
- Mount Disappointment
- Mount Lowe 1 707 m
- Echo Mountain 977 m

## Vintersport
I San Gabriel Mountains finns skidorterna:
- Mountain High
- Mount Baldy
- Mount Waterman
- Kratka Ridge

### Fotnoter
1. ↑  ”Hopp för brandhotat observatorium”. Dagens nyheter. 3 september 2009. http://www.dn.se/nyheter/varlden/hopp-for-brandhotat-observatorium/. Läst 29 januari 2016.